# Кировский район (Могилёвская область)

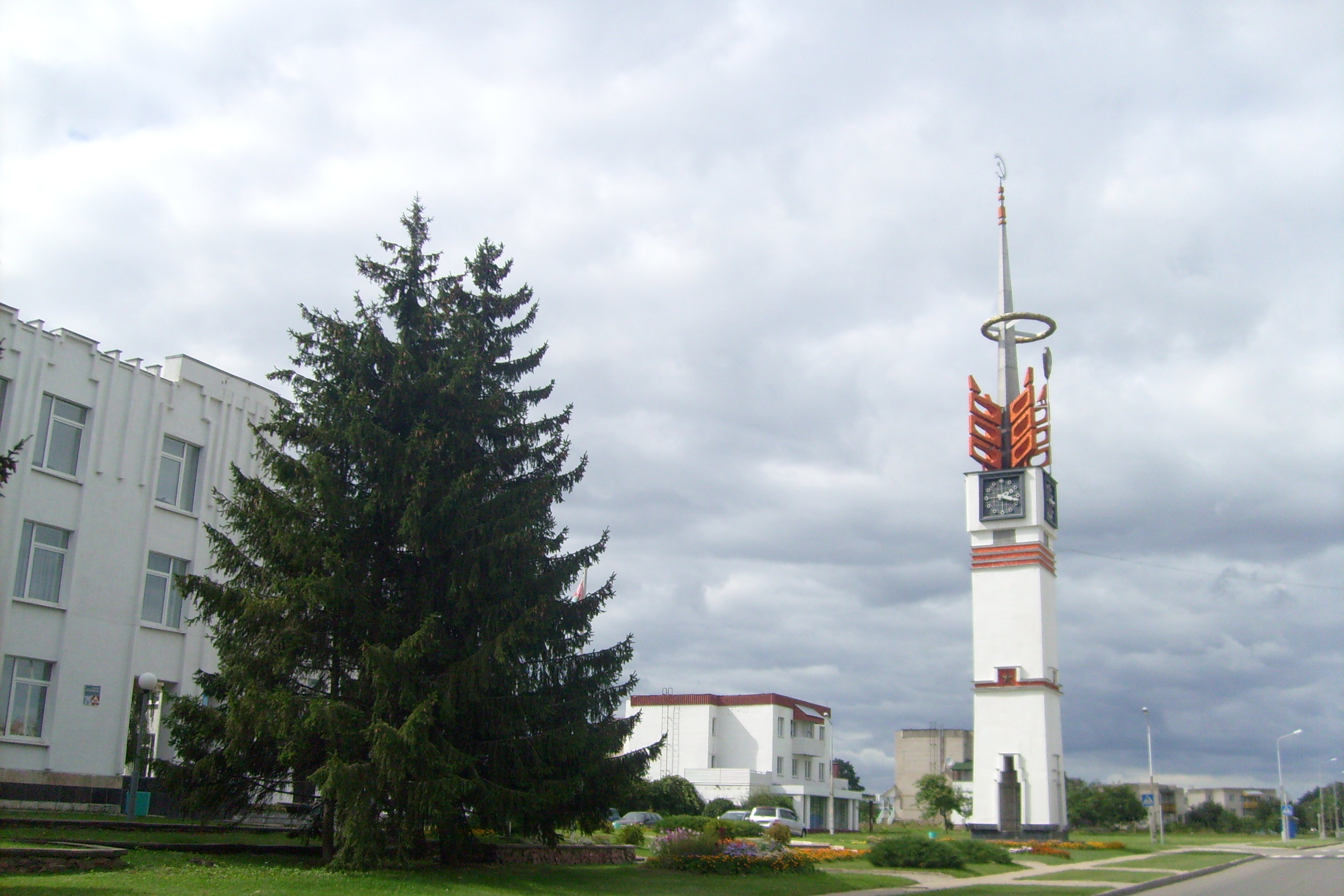
Мышковичские часы

Ки́ровский райо́н (бел. Кіраўскі раён) — административная единица на юго-западе Могилёвской области Республики Беларусь. Административный центр — город Кировск.
Численность населения — 16 666 человек (на 1 января 2025 года).
На территории расположен Дворцово-парковый ансамбль Булгаков.

## География
Кировский район находится в юго-западной части Могилёвской области. Район образован 12 февраля 1935 года. В 1944—1954 годах Кировск входил в Бобруйскую область. Граничит на юге с Бобруйским, на северо-востоке с Быховским, на западе с Кличевским, на востоке Рогачёвским районами. В настоящее время в районе насчитывается 123 населённых пункта. Площадь района составляет 1300 квадратных километров, что составляет около 5 процентов от площади Могилёвской области.

### Рельеф и ископаемые
Район занимает южную часть Центральноберезинской равнины.
Земли Кировского района раскинулись на высоте 160—170 метров над уровнем моря.
Наивысший пункт района 196,4 метра расположен на северо-западе от д. Козуличи. Поверхность района равнинная, слабо изрезана долинами.
На территории имеются полезные ископаемые: торф, мел, песчано- гравийные материалы, пески, глины и суглинки для грубой керамики.

### Водная система
На востоке района протекает приток Днепра река Друть с притоками Вепренка, Хмеленка, Белая, Черебомирка, Добрица. На западе — река Березина с притоками Ольса, Ола и Добасна (приток реки Днепр). Есть озера, наибольшие из которых Березовое и Живия.
На территории района расположено 15 искусственных водохранилищ. Самое большое на реке Друть — Чигиринское. Площадь зеркала водохранилища составляет 24 квадратных километра. Объём воды — 64 млн кубических метров. С ноября 1959 года на водохранилище действует Чигиринская ГЭС.
Имеется минеральный источник на территории СПК «Рассвет» имени К. П. Орловского.

### Климат
Климат умеренно-континентальный, средняя температура января — минус 6,9 градусов Цельсия, июля — плюс 18,2 градуса по Цельсию. Вегетационный период длится 192 дня. Максимальная температура плюс 36 градусов Цельсия, минимальная минус 34 градуса Цельсия. Средняя норма осадков — 594 мм в год.

### Экология
Почвы в районе в основном дерново-подзолистые, суглинистые, супесчаные и песчаные, подстилаемые моренным суглинком и песком, около 2 % торфяно-болотных почв. Сельскохозяйственные угодья Кировщины занимают 53,3 тыс. га, из них пашня — 35,9 тыс. га, распаханность земель составляет 67 %. В районе имеется 12,4 тыс. га осушенных земель. Согласно новой кадастровой оценке балл пашни составляет 36,1; балл сельхозугодий — 33,0.
Леса занимают 42 процента территории района. Преобладают хвойные, еловые и берёзовые породы. Встречается ясень, осина, ольха, граб, дуб.
Обитают более 100 видов гнездящихся птиц и около 70 видов млекопитающих. В лесах можно встретить зайца, лису, лося, оленя, дикого кабана, косулю.

### Природоохранные зоны
Памятники природы республиканского значения (ботанические): участок леса 3,9 га с ценными древесными породами (веймутова сосна, лиственница сибирская) в Чигиринском лесничестве; парк 18,0 га (веймутова сосна, дуб красный, серебристый тополь, клён остролистный Шведлера) в аг. Жиличи.
Памятники природы местного значения: аллея дубово-липовая около д. Зелёная Роща, дубрава, расположенная на территории Бобруйского лесхоза.
Заказники местного значения (торфяные): Белые речки и Любин Бор.

## Геральдика
Герб и флаг утверждены решением Кировского районного Совета депутатов от 28 декабря 2001 года № 12-3. Зарегистрированы в Гербовом матрикуле Республики Беларусь 18 февраля 2002 года № 83. 

## История
Район образован 12 февраля 1935 года в составе 15 сельсоветов, переданных из Бобруйского, Быховского, Кличевского и Рогачёвского районов. В 1938—1944 годах — в Могилёвской области.
В XIX в. на месте Кировска было имение Кочеричи Бобруйского уезда. В 1924 г. оно вошло в Старцевский сельсовет Бобруйского района. С образованием в феврале 1935 г. Кировского района, названного в честь С.Кирова, его временным центром стала деревня Старцы. В апреле 1939 г. её переименовали в Кирово. На месте имения около д. Старцы был построен поселок Кировск. Сюда позже и перенесли центр района.
В годы Великой Отечественной войны в Кировске погибли 152 мирных жителя. 26 июня 1944 г. его освободили войска 1-го Белорусского фронта.
В 1944—54 годах Кировский район входил в Бобруйскую область. 15 ноября 1955 года посёлок Кировск и деревни Кирово и Староселье были объединены в одно поселение — посёлок под названием Кировск, который в свою очередь 17 ноября 1959 года получил статус городского посёлка. 25 декабря 1962 года к району присоединены 8 сельсоветов временно упразднённого Кличевского района (восстановлен 6 января 1965 года).
В 1971 г. в Кировске проживало уже 4,7 тыс. человек. В 1972 и 1980 гг. были разработаны генеральные планы поселка, в соответствии с ними центральная часть застраивалась 2—3-этажными домами, в северо-восточном секторе ведется строительство 2—5-этажных зданий. 
20 октября 1995 года административные единицы Кировский район и посёлок Кировск, имеющие общий административный центр, объединены в одну административную единицу — Кировский район.
4 июня 2001 года Кировск отнесён к категории городов районного подчинения.

## Административное устройство
Центр района — город Кировск.
17 января 2010 года на территории района был упразднён Грибовецкий сельсовет и его населённые пункты переданы в состав Боровицкого сельсовета. 13 марта 2013 года на территории района упразднён Козуличский сельсовет и его населённые пункты включены в состав Мышковичского сельсовета.
В административном отношении район в настоящее время делится на 7 сельсоветов:
- Боровицкий
- Добоснянский
- Любоничский
- Мышковичский
- Павловичский
- Скриплицкий
- Стайковский

Упразднённые сельсоветы:
- Грибовецкий
- Козуличский

## Население
Численность населения — 16 666 человек (на 1 января 2025 года), в том числе городское — 7 806 человек (Кировск — 7 806 человек), сельское — 8 860 человек.
Численность населения — 17 235 человек (на 1 января 2023 года), в том числе в городских (Кировск) условиях — 7 971 человек, в сельских — 9 264 человек.
Население района составляет 18,7 тыс. человек (2018 г.). Происходит старение населения, смертность превышает рождаемость. Например: в 90-х гг. XX в. составляло около 30 тыс. чел., а в 1939 г. по первым социально-экономическим сведениям района 53,7 тыс. человек. В основном преобладает сельское население, городское 33,8 %. Средняя плотность 17,25 чел./км².
По итогам переписи 2019 года, 86,88 % жителей района назвали себя белорусами, 10,28 % — русскими, 1 % — украинцами, 0,18 % — поляками.
| Численность населения (по годам) | Численность населения (по годам) | Численность населения (по годам) | Численность населения (по годам) | Численность населения (по годам) | Численность населения (по годам) | Численность населения (по годам) | Численность населения (по годам) | Численность населения (по годам) | Численность населения (по годам) | Численность населения (по годам) | Численность населения (по годам) | Численность населения (по годам) | Численность населения (по годам) |
| -------------------------------- | -------------------------------- | -------------------------------- | -------------------------------- | -------------------------------- | -------------------------------- | -------------------------------- | -------------------------------- | -------------------------------- | -------------------------------- | -------------------------------- | -------------------------------- | -------------------------------- | -------------------------------- |
| 1939                             | 1959                             | 1970                             | 1979                             | 1989                             | 1996                             | 2001                             | 2002                             | 2003                             | 2004                             | 2005                             | 2006                             | 2007                             | 2008                             |
| 53 582                           | ↘39 729                          | ↘37 452                          | ↘31 951                          | ↘30 114                          | ↘28 600                          | ↘26 505                          | ↘26 069                          | ↘25 539                          | ↘24 863                          | ↘24 373                          | ↘23 948                          | ↘23 473                          | ↘23 065                          |
| 2009                             | 2010                             | 2011                             | 2012                             | 2013                             | 2014                             | 2015                             | 2016                             | 2017                             | 2018                             | 2019                             | 2020                             | 2021                             | 2022                             |
| ↘22 636                          | ↘22 266                          | ↘21 713                          | ↘21 155                          | ↘20 867                          | ↘20 449                          | ↘20 012                          | ↘19 718                          | ↘19 494                          | ↘19 106                          | ↘18 694                          |                                  |                                  |                                  |
| 2023                             | 2024                             | 2025                             |                                  |                                  |                                  |                                  |                                  |                                  |                                  |                                  |                                  |                                  |                                  |
| ↘17235                           |                                  | ↘16666                           |                                  |                                  |                                  |                                  |                                  |                                  |                                  |                                  |                                  |                                  |                                  |

На 1 января 2018 года 17,3 % населения района были в возрасте моложе трудоспособного, 51,9 % — в трудоспособном возрасте, 30,8 % — в возрасте старше трудоспособного. Средние показатели по Могилёвской области — 17,5 %, 56,8 % и 25,7 % соответственно. 53 % населения составляли женщины, 47 % — мужчины (средние показатели по Могилёвской области — 52,9 % и 47,1 % соответственно, по Республике Беларусь — 53,4 % и 46,6 %).
Коэффициент рождаемости в районе в 2017 году составил 10,4 на 1000 человек (18-е место в области), коэффициент смертности — 18,3 (8-е место в области; в районном центре — 11,1 и 11,7 соответственно). Средние показатели рождаемости и смертности по Могилёвской области — 10,5 и 13,6 соответственно, по Республике Беларусь — 10,8 и 12,6 соответственно. Всего в 2017 году в районе родился 201 и умерло 353 человека, в том числе в районном центре родилось 97 и умерло 102 человека.
В 2017 году в районе было заключено 110 браков (5,7 на 1000 человек, средний показатель по Могилёвской области — 7,1) и 69 разводов (3,6 на 1000 человек, средний показатель по Могилёвской области — 3,6).

## Транспорт
По территории района проходят автомобильные дороги республиканского значения: Могилёв-Бобруйск и Минск-Гомель. Транспортные услуги и пассажирские перевозки оказывает «Автопарк № 14». Дороги района обслуживает РУП «ДРСУ-197».

## Экономика

### Промышленность
Промышленный потенциал района представлен предприятиями: ИООО «Кировский пищевой завод», ЧУП «Комбинат кооперативной промышленности», УКП «Бытуслуги», Кировский филиал ОАО «Бабушкина крынка». На территории района имеется также несколько деревообрабатывающих цехов.

### Сельское хозяйство
Основные направления сельского хозяйства: молочно-мясное животноводство, свиноводство, производство зерна, льна, картофеля, сахарной свеклы, маслосемян рапса, овощеводство и садоводство.
В состав агропромышленного комплекса района входят 6 сельскохозяйственных производственных организаций, ОАО «Рассвет» им. К. П. Орловского, КСУП «Жиличи», РУП «Беларусьнефть — Могилевоблнефтепродукт» сельскохозяйственный филиал «Чигиринка», ОАО "УКХ «Бобруйскагромаш» СПК «Бересневский», подсобные хозяйства ОАО «Кировский райагропромтехснаб», КСУП «Нива-Барсуки» и КСУП «Красный Боец». На территории района имеется более 15 фермерских хозяйств.
Общая посевная площадь сельскохозяйственных культур в организациях района (без учёта фермерских и личных хозяйств населения) в 2017 году составила 39 078 га (391 км², 7-е место в Могилёвской области). В 2017 году под зерновые и зернобобовые культуры было засеяно 16 003 га, под сахарную свеклу — 1448 га, под кормовые культуры — 18 365 га. Валовой сбор зерновых и зернобобовых культур в сельскохозяйственных организациях в 2017 году составил 55,6 тыс. т. По валовому сбору зерновых в 2017 году район занял 5-е место в Могилёвской области. Средняя урожайность зерновых в 2017 году составила 34,8 ц/га (средняя урожайность по Могилёвской области — 33,4 ц/га, по Республике Беларусь — 33,3 ц/га). По этому показателю район занял 5-е место в Могилёвской области. Валовой сбор свеклы сахарной в сельскохозяйственных организациях составил 58 тыс. т в 2017 году при урожайности 400 ц/га (средняя урожайность по Могилёвской области — 366 ц/га, по Республике Беларусь — 499 ц/га).
На 1 января 2018 года в сельскохозяйственных организациях района содержалось 31,7 тыс. голов крупного рогатого скота, в том числе 9,3 тыс. коров, а также 9,5 тыс. свиней. По поголовью крупного рогатого скота район занял 5-е место в Могилёвской области, по поголовью свиней — 9-е. В 2017 году сельскохозяйственные организации района реализовали 4,6 тыс. т скота и птицы на убой (в живом весе) и произвели 53,5 тыс. т молока. По производству молока район занял 4-е место в Могилёвской области после Шкловского, Могилёвского и Горецкого. Средний удой молока с коровы — 5795 кг (средний показатель по Могилёвской области — 4296 кг, по Республике Беларусь — 4989 кг).

## Инфраструктура
В сеть культурно-просветительных учреждений района входят: 3 детских школы искусств, филиал Кировской детской школы искусств в деревне Боровица, филиал Жиличской детской школы искусств в деревне Павловичи, филиал Мышковичской детской школы искусств в деревне Столпищи, музыкальная школа, районный Дом культуры, Центр досуга, детская и районная библиотеки, киновидеосеть, Жиличский исторический комплекс-музей, Борковский сельский клуб-музей, автоклуб, Павловичский сельский Центр культуры, 13 сельских Домов культуры, 9 сельских клубов, 22 сельских библиотеки.
В Жиличском историческом комплексе-музее собрано более 4,2 тысяч музейных предметов основного фонда. В 2016 году музей посетили 5 тысяч человек.
В систему образования района входят учреждение образования «Жиличский государственный сельскохозяйственный колледж», учреждение образования «Кировский государственный профессиональный лицей № 15» (с 2017 года — филиал Жиличского колледжа), 10 средних, 2 базовых школ, 6 комплексов школа-сад, 14 дошкольных учреждений, социальный приют в д. Лёвковичи, Центр внешкольной работы, Центр коррекционно-развивающего обучения и реабилитации, ГСУ «Кировская ДЮСШ».
В 2017 году в районе насчитывалось 15 учреждений дошкольного образования (включая комплексы «детский сад — школа») с 0,7 тыс. детей. В 2017/2018 учебном году в районе действовало 12 учреждений общего среднего образования, в которых обучались 2 тыс. учеников. В школах района работало 269 учителей. В среднем на одного учителя приходилось 7,3 учеников (среднее значение по Могилёвской области — 8,4, по Республике Беларусь — 8,7).
Медицинскую помощь населению оказывают: центральная районная больница, Центральная районная поликлиника, Любоничская больница сестринского ухода, Жиличская и Любоничская сельские амбулатории врача общей практики, 22 фельдшерско-акушерских пункта, 2 студенческих здравпункта и 2 круглосуточных поста скорой медицинской помощи.
В 2017 году в учреждениях здравоохранения района работало 34 врача и 177 средних медицинских работников, в лечебных учреждениях было 124 больничных койки. Численность врачей в пересчёте на 10 тысяч человек — 17,8 (средний показатель по Могилёвской области — 34,6, по Республике Беларусь — 40,5), количество коек в пересчёте на 10 тысяч человек — 64,9 (средний показатель по Могилёвской области — 83,1, по Республике Беларусь — 80,2). По этим показателям район занял 21-е и 16-е места в области соответственно.
Имеется 91 спортивный объект, в том числе стадионов — 2, тиров — 6, спортзалов — 17, мини-бассейнов — 2, приспособленных помещений — 32, плоскостных сооружений — 32, на которых проводят работу 69 специалистов физической культуры и спорта.
Система социального обслуживания населения представлена Учреждением «Кировский районный центр социального обслуживания населения». В его структуру входит 6 отделений, 9 социальных пунктов. На территории района осуществляют работу 1 политическая партия, 20 районных организационных структур общественных объединений, 140 — первичных организационных структур общественных объединений, 6 районных и 79 первичных оргструктур профессиональных союзов.

## Культура
- Историко-краеведческий музей в ГУО «Средняя школа № 2 г. Кировска имени К. П. Орловского»

- Историко-краеведческий музей в ГУО «Средняя школа № 1 г. Кировска»

- Учреждение культуры «Жиличский исторический комплекс-музей»[42] в агрогородке Жиличи

- Музей СПК "Рассвет" имени К. П. Орловского в агрогородке Мышковичи (расположен в Мышковичском Доме культуры)
- Историко-мемориальный музей в ГУО «Мышковичская средняя школа» в агрогородке Мышковичи (экспозиции посвящены К. П. Орловскому)
- Этнографический музей «Спадчына» в ГУО «Любоничский учебно-педагогический комплекс детский сад-средняя школа» в агрогородке Любоничи
- Этнографический музей «Спадчына» в ГУО «Барчицкий учебно-педагогический комплекс детский сад-средняя школа» в агрогородке Барчицы Скриплицкого сельсовета
- Музей боевой славы в ГУО «Павловичская средняя школа имени Г. А. Худолеева» в агрогородке Павловичи Павловичского сельсовета
- Историко-краеведческий музей в ГУО «Чигиринская средняя школа» в деревне Чигиринка
- Историко-краеведческий музей в ГУО «Добоснянский учебно-педагогический комплекс детский сад-средняя школа» в агрогородке Добосна
- Музей боевой и народной славы в ГУО «Любоничский учебно-педагогический комплекс детский сад-средняя школа» в агрогородке Любоничи

## События и мероприятия
- Ежегодный региональный фестиваль «Сенофест» в деревне Чигиринка
- В период с 15 по 17 сентября 2022 года в Кировском районе состоялось открытое первенство Могилёвской области по велосипедному спорту на шоссе памяти В. С. Белявского[43][44]
- С 11 по 13 августа 2023 года в Кировском районе прошли республиканские соревнования по велосипедному спорту на шоссе памяти К. П. Орловского и финал чемпионата Республики Беларусь в гонке критериум[45].
- 23 сентября 2023 года — областной фестиваль «Вераснёўскi фэст. Палац у Жылiчах» (Дворцово-парковый ансамбль Булгаков, аг. Жиличи)[46][47]

## Достопримечательность

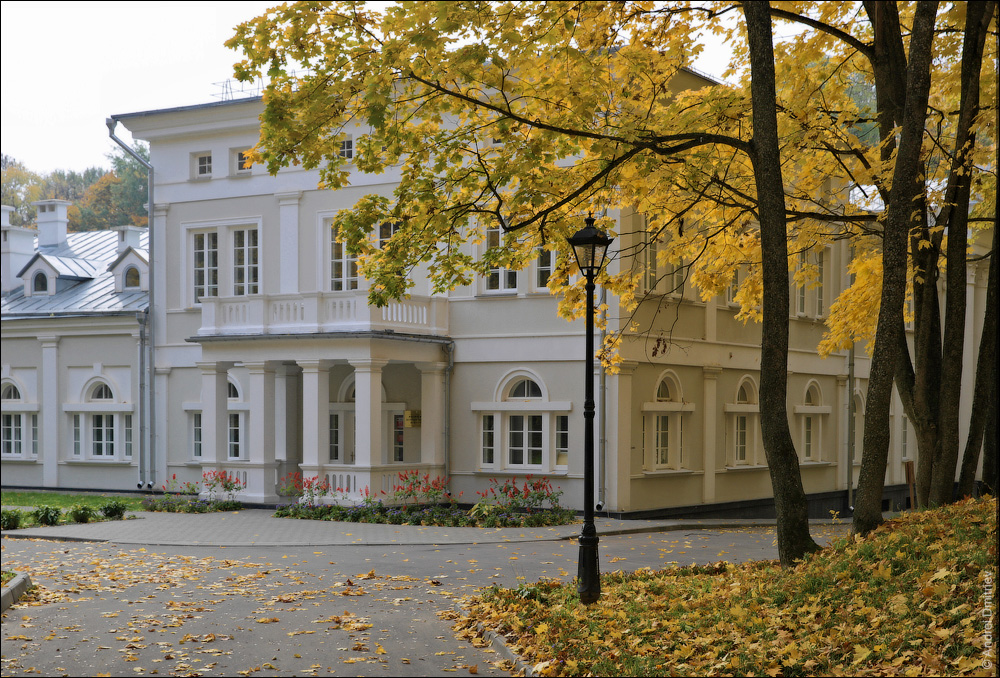
Дворцово-парковый ансамбль Булгаков в агрогородке Жиличи

- Этнографический уголок в городском парке г. Кировск
- Зооуголок в г. Кировск
- Памятный знак воинам Красной Армии в г. Кировск

- Мемориальный комплекс «Памяти сожжённых деревень Могилёвской области" в деревне Борки[48][49]

На территории района расположено несколько храмов-новоделов: Покрова Пресвятой Богородицы (Кировск), Свято-Космо-Дамиановский храм (Любоничи), храм Святой Живоначальной троицы (Мышковичи).
Самым главным архитектурным памятником района является Жиличский дворцово-парковый ансамбль, относящийся к первой категории историко-культурной ценности Республики Беларусь. 
К третьей категории историко-культурной ценности относятся: Братская могила в деревне Любоничи (1944); Могила К. П. Орловского в деревне Мышковичи (1968), бюст К. П. Орловского деревне Мышковичи (1977).

### Памятник природы, заказник
- Ботанический памятник природы республиканского значения парк «Булгаков»
- Заказник местного значения «Белые речки»
- Заказник местного значения «Любин бор»

## Спорт
- Традиционный мемориал по велосипедному спорту Героя Советского Союза, Героя Социалистического Труда К. П. Орловского. Проводится ежегодно на территории агрогородка Мышковичи

## СМИ
Издаётся газета «Кіравец».